# Suite Platero y yo
La suite Platero y yo és una composició per a guitarra sola escrita pel compositor i guitarrista Eduardo Sainz de la Maza (1903-1982) el 1968, inspirada en el llibre homònim de l'escriptor Juan Ramón Jiménez (1881-1958).

## Encàrrec de l'obra
Eduardo Sainz de la Maza es relacionava amb els cercles intel·lectuals de l'època, i això el va portar a estrènyer llaços d'amistat amb personalitats destacades del món cultural català. Una d'aquestes és Antonio Armet, productor musical i fundador del segell discogràfic Ensayo. La data de composició de la suite (1968) és significativa, donat que coincideix amb la data de fundació del segell discogràfic català i amb la celebració del desè aniversari de la mort de Juan Ramón Jiménez. L'obra va ser un encàrrec del mateix Antonio Armet, cosa que explica la brevetat en la que va ser escrita (menys d'un any), tenint en compte que Sainz de la Maza era un compositor a qui li agradava revisar exhaustivament la seva música. Armet va triar els capítols del llibre de Juan Ramón Jiménez en què es basaria la suite. L'encàrrec va sorgir de la idea de fer un enregistrament per al segell discogràfic amb Regino Sainz de la Maza com a intèrpret i els capítols complets recitats per un germà d’Armet. La realitat es va allunyar d’aquesta visió: l’obra va ser estrenada finalment anys després pel guitarrista Narciso Yepes (segons unes notes realitzades per Carlos Gómez Amat d’un concert seu el 1971 a Madrid, s’hauria estrenat al Japó), i Eduardo Sainz de la Maza hi va afegir una selecció de textos extrets dels capítols escollits de Juan Ramón Jiménez, contextualitzant així la suite Platero y yo.

## Anàlisi de la Suite
En el primer moviment, Platero, el compositor utilitza les tonalitats de Re menor i Re major, de manera que la introducció i la part central es troben en la tonalitat menor i el tema principal, en major. El segon moviment, El Loco, està escrit en la tonalitat de Mi Mayor, hi predominen acords de 7a en totes les funcions tonals. Al tercer, La Azotea, Sainz de la Maza evoca el cant d'una noia amb una melodia de clar caràcter andalús, acompanyada per acords de 7a, sempre dins de La Major. A Darbón, es descriu el doble caràcter del metge de Platero: accents en acords disminuïts i acords per quartes al començament, oposats a la senzillesa melòdica posterior. El moviment acaba amb la mateixa melodia del principi. A Paseo, es descriu el paisatge. La primera frase es construeix sobre la cadència andalusa i en La menor, tonalitat que perdura fins al final de la primera part. La segona part està escrita a La major sobre un llarg pedal de tònica. Al sisè moviment, La Tortuga, la predominança d’intervals harmònics de 4a evita possibles marxes harmòniques, quedant tot més estàtic; es construeixen les frases deixant la mateixa harmonia i simplement canviant el ritme de dos corxeres per tresets. A La Muerte, l'harmonia està molt desplegada damunt notes pedals que evoquen Platero, arribant a la melodia final, que coincideix amb la melodia principal del primer moviment. L'últim dels moviments de la suite, A Platero en su tierra, està en la tonalitat de Mi major, amb tres parts contrastants: la primera i la darrera de caràcter entusiasta, rítmiques amb gran presència d’acords de 7a; mentre que la part central, amb un tempo més lent, té una melodia conclusiva aprofitant sempre la sonoritat de l’instrument.
La clara intenció d’explotar la sonoritat de la guitarra, cercant sempre el color fent ús d’acords amb notes afegides i acords del jazz, s’aprecia també en les tonalitats utilitzades al llarg de l’obra, aquelles que millor funcionen en l’instrument.